# Колник, Юрай
Ю́рай Ко́лник (словац. Juraj Kolník; 13 ноября 1980, Нитра, Чехословакия) — профессиональный словацкий и канадский хоккеист, правый нападающий. В настоящее время является игроком клуба «Жонкуэр Маркиз», выступающего в Североамериканской хоккейной лиге (англ. LNAH).
На драфте НХЛ 1999 года был выбран в 4 раунде под общим 101 номером командой «Нью-Йорк Айлендерс». 11 октября 2002 года обменян во «Флориду Пантерз», где выступал до 2007 года. В 2007—2010 годах выступал за Женева-Серветт из Женевы, в 2010—2011 годах — за московское «Динамо».
Участник чемпионата мира 2004, 2008, молодёжного чемпионата мира 2000.

## Статистика
```
                                            --- Regular Season ---  ---- Playoffs ----
Season   Team                        Lge    GP    G    A  Pts  PIM  GP   G   A Pts PIM
--------------------------------------------------------------------------------------
1998-99  Quebec Remparts             QMJHL  12    6    5   11    6  --  --  --  --  --
1998-99  Rimouski Oceanic            QMJHL  50   36   37   73   34  11   9   6  15   6
1999-00  Rimouski Oceanic            QMJHL  47   53   53  106   53  14  10  17  27  16
2000-01  New York Islanders          NHL    29    4    3    7   12  --  --  --  --  --
2000-01  Lowell Lock Monsters        AHL    25    2    6    8   18  --  --  --  --  --
2000-01  Springfield Falcons         AHL    29   15   20   35   20  --  --  --  --  --
2001-02  Bridgeport Sound Tigers     AHL    67   18   30   48   40  20   7  14  21  17
2001-02  New York Islanders          NHL     7    2    0    2    0  --  --  --  --  --
2002-03  San Antonio Rampage         AHL    65   25   15   40   36   3   0   1   1   4
2002-03  Florida Panthers            NHL    10    0    1    1    0  --  --  --  --  --
2003-04  San Antonio Rampage         AHL    15    2   14   16   21  --  --  --  --  --
2003-04  Florida Panthers            NHL    53   14   11   25   14  --  --  --  --  --
2004-05  San Antonio Rampage         AHL    74   13   16   29   24  --  --  --  --  --
2005-06  Florida Panthers            NHL    77   15   20   35   40  --  --  --  --  --
2006-07  Florida Panthers            NHL    64   11   14   25   18  --  --  --  --  --
2007-08  Geneve-Servette             NLA    50	 21   45   66   30  11	 2   8	10   8
2008-09  Geneve-Servette             NLA    49	 25   44   69	64   3	 0   1	 1  30
2009-10  Geneve-Servette             NLA    46	 26   23   49   93  16	 6   4	10  36
2010-11  OHK Dynamo Moskva           KHL     8	  1    4    5	 6  --  --  --  --  --
2011-12  Dynamo Balashikha           VHL     1	  1    0    1	 0  --  --  --  --  --
2011-12	 ZSC Lions                   NLA     6    0    2    2	 0   9	 1   2	 3   4
2011-12	 GC Küsnacht Lions           NLB     2    0    0    0	 0  --  --  --  --  --
2012-13	 Rapperswil                  NLA    33   10   11   21	 6  10	 5   5	10   0
2013-14	 Langnau                     NLB    27    9    8   17	10   5	 1   2	 3   4
2014-15	 Laval Prédateurs           LNAH    37   24   40   64   10   4   1   3   4   0
2015-16	 Nottingham Panthers	    EIHL     0    0    0    0	 0  --  --  --  --  --
--------------------------------------------------------------------------------------
         NHL Totals                        250   46   49   95   84  --  --  --  --  --	
             Totals                        783  289  362  651  495

```